# Chránič zubů

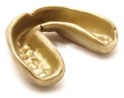
Chránič zubů, používaný při boxu.

Chrániče zubů se používají při sportech, či aktivitách, kde hrozí větší riziko úrazu v oblasti ústní dutiny. Jsou nezbytnou součástí vybavení kontaktních a bojových sportů, jako například ragby, box, nebo hokej.

## Typy

### Dle typu
1. Jednoduchý chránič – chrání horní čelist. Pohodlněji se používá a usnadňuje dýchání. Avšak poskytuje menší ochranu zubům v dolní čelisti.
2. Dvojitý chránič – poskytuje kompletní ochranu všem zubům, avšak je méně pohodlný při nošení. Aby držel na správném místě, je nutné mít ho skouslý. Uprostřed chrániče je otvor, který usnadňuje dýchání při jeho používání.

### Dle provedení
1. Sériově vyráběné zubní chrániče – tento typ je nejdostupnější a nejdostupnější variantou ochrany zubů. Největším problémem u sériově vyráběných chráničů je jejich univerzální velikost, která nemusí být ideální pro každého jedince. Stejně tak tvarování vznikají komplikace a chránič se nemusí vytvarovat přesně podle zubů
2. Chrániče zubů vyráběné na míru – varianta individuálně vytvořených zubních chráničů je oproti sériovým dražší. Avšak je vyráběn přesně na konkrétního jedince. Odpadá tak tvarování zubního chrániče svépomocí a problém nepohodlného nošení způsobeného univerzální velikostí.

## Tvarování
Sériově vyráběné chrániče jsou opatřeny funkcí tzv. tepelného tvarování. Postup se liší podle výrobce konkrétního chrániče, ale základní princip zůstává stejný.
Chránič se vloží do horké vody (cca 80 °C) po dobu půl minuty. Po mírném ochlazení (na pokojovou teplotu), vložte chránič do úst a stlačte po dobu 40 sekund a poté se ponoří do ledové vody, aby tvarovací gel zatuhl.

## Materiál
Většina zubních chráničů se skládá ze dvou materiálů. Vnější část je vyrobená ze silikonu a vnitřní část z gelu, který lépe reaguje na tvarování.